# Mario Iván Martínez
Mario Iván Martínez Morales, (Cidade do México, 17 de fevereiro de 1962) é um ator mexicano. É filho da falecida atriz Margarita Isabel.

## Filmografia
| Telenovelas | Telenovelas                   | Telenovelas           | Telenovelas |
| Ano         | Título                        | Personagem            |             |
| ----------- | ----------------------------- | --------------------- | ----------- |
| 1989        | Teresa                        | Sigfrido              |             |
| 1990        | Días sin luna                 | Jaime                 |             |
| 1991        | Madres Egoístas               | Iván Escandón         |             |
| 1993        | Valentina                     | Maurice Taylor        |             |
| 1996        | La Antorche Encendida         | Ignacio López Rayón   |             |
| 1996        | La culpa                      | Dr. Castellar         |             |
| 1997        | Pueblo chico, infierno grande | Stefano Onchi         |             |
| 2000        | La casa en la playa           | Harry Furman          |             |
| 2000        | Por un beso                   | Francesco             |             |
| 2003        | Amor Real                     | Renato Piquet         |             |
| 2005        | Alborada                      | Cantor                |             |
| 2008        | Mañana es para siempre        | Steve Norton          |             |
| 2013        | Libre para amarte             | Participação especial |             |
| 2016        | Por siempre Joan Sebastian    | Participação especial |             |

## Prêmios
| Ano  | Prêmio                    | Categoria                | Indicado                 | Resultado |
| ---- | ------------------------- | ------------------------ | ------------------------ | --------- |
| 1993 | Premios ACE (Nova Iorque) | Melhor Ator em Filme     | Como Água para Chocolate | Ganhou    |
| 1992 | Ariel Prêmio              | Melhor Ator              | Como Água para Chocolate | Ganhou    |
| 2010 | Prêmios TVyNovelas        | Melhor Co-estrela o Ator | Mañana es para siempre   | Indicado  |